# Пусте Поле
Пусте Поле (словац. Pusté Pole) — село в Словаччині, Старолюбовняському окрузі Пряшівського краю. Розташоване в північно-східній частині Словаччини на межі Чергівських та Левоцьких гір, у долині потоки Градлова.
Вперше згадується у 1956 році, коли поселення відділилося від сусіднього села Крівани.
В селі є римо-католицький костел з 1935-1936 рр.

## Населення
| Рік:            | 1993 | 2003    | 2013    | 2023    |
| --------------- | ---- | ------- | ------- | ------- |
| Кількість осіб: | 221  | 225     | 226     | 217     |
| Різниця:        |      | +1,80 % | +0,44 % | -3,98 % |

| Рік:            | 2022 | 2023    |
| --------------- | ---- | ------- |
| Кількість осіб: | 213  | 217     |
| Різниця:        |      | +1,87 % |

В селі проживає 225 осіб.
Національний склад населення (за даними останнього перепису населення — 2001 року):
- словаки — 99,56%
- русини — 0,44%

Склад населення за приналежністю до релігії станом на 2001 рік:
- римо-католики — 95,13%,
- греко-католики — 4,87%,